# Odd Oppedal
Odd Ove Oppedal (Bergen, 17 giugno 1936 – Bergen, 27 maggio 2018) è stato un calciatore norvegese, di ruolo centrocampista.

## Carriera

### Club
Oppedal giocò con la maglia del Brann dal 1953 al 1964.

### Nazionale
Conta una presenza per la Norvegia. Il 26 agosto 1962, infatti, fu in campo nella vittoria per 2-1 contro la Finlandia.

## Palmarès

### Club

#### Competizioni nazionali
- Campionato norvegese: 2

Brann: 1961-1962, 1963